# 栄 (北秋田市)
栄（さかえ）は、秋田県北秋田市の大字。郵便番号018-3302。本項では同地域にかつて存在した北秋田郡栄村（さかえむら）についても記す。

## 地理
北秋田市中心部の東方一帯にあたる。西で綴子・材木町・旭町・伊勢町・鷹巣・脇神、南で小森、北で大館市外川原、東で大館市大披・杉沢・比内町白沢水沢・比内町小坪沢と隣接する。
北西を米代川が流れ、北部を秋田県道102号大館鷹巣線が、中央を秋田道が通過する。西端の国道105号鷹巣バイパス沿いには大型商業施設が進出している。南東側は山地が占める。

### 山岳
- 鉢巻山
- 岩鞍山
- 二ヶ森
- 摩当山
- 鞍山 (北秋田市)

### 河川
- 米代川
  - 摩当川

### 小字
- 悪戸
- 碇岱
- 岩坂
- 大石沢
- 大沢下モ村
- 大沢滝ノ沢
- 太田
- 太田新田
- 会沢
- 掛泥悪戸
- 北陣場岱
- 山神岱
- 三番綱
- 下タ袋
- 下タ前田
- 重三郎谷地
- 李岱
- 高田
- 竹原岱
- 田沢
- 田沢古川布
- 田沢南山根
- 館
- 知子内
- 塚ノ岱
- 堤沢
- 徳左ェ門谷地
- 鳥屋場岱
- 洞原沢
- 中小又出口
- 中岱
- 中綱
- 沼敷
- 根小屋沢
- 林岱
- 彦十郎谷地
- 琵琶田
- 古川布
- 前綱
- 摩当
- 向前田

## 歴史

### 沿革
- 1876年（明治9年） - 近世以来の太田新田村・摩当村が合併して栄村が成立。
- 1889年（明治22年）4月1日 - 町村制の施行により、栄村が単独で自治体を形成。
- 1955年（昭和30年）4月1日 - 栄村が鷹巣町・坊沢村・七座村・沢口村と合併し、改めて鷹巣町が発足。同日栄村廃止。
- 2005年（平成17年）3月22日 - 鷹巣町が合川町・森吉町・阿仁町と合併して北秋田市が発足。

## 交通

### 道路
- E7 秋田自動車道
  - 栄トンネル
  - 摩当山トンネル
- 国道105号（鷹巣バイパス）
- 秋田県道102号大館鷹巣線
  - 栄橋

### バス
- 「いとく鷹巣SC前」バス停
  - 路線バス - 秋北バス
  - 市街地循環バス
  - 大館能代空港リムジンバス - 秋北タクシー
  - 池袋行き 夜行高速バス「ジュピター号」

## 施設
- 栄公民館
- 鷹巣東小学校
- 鷹巣東保育園
- イオンタウン鷹巣郵便局
- 市営鷹巣放牧場
- 鷹巣テレビ中継局
- JA虹のホールたかのす
- JA秋田たかのす 青果物集荷センター
- 北秋田市土地改良区
- たかのす今村クリニック
- たむら内科クリニック
- たかのす歯科クリニック
- たかのすモール
- 北都銀行 鷹巣支店
  - 合川支店・米内沢支店 - 鷹巣支店内
- イオンタウン鷹巣
- 秋田トヨタ自動車 鷹巣店
- ブックスモア 鷹巣店
- セブン-イレブン 北秋田鷹巣店
- ローソン 北秋田栄店
- ケーズデンキ 鷹巣店

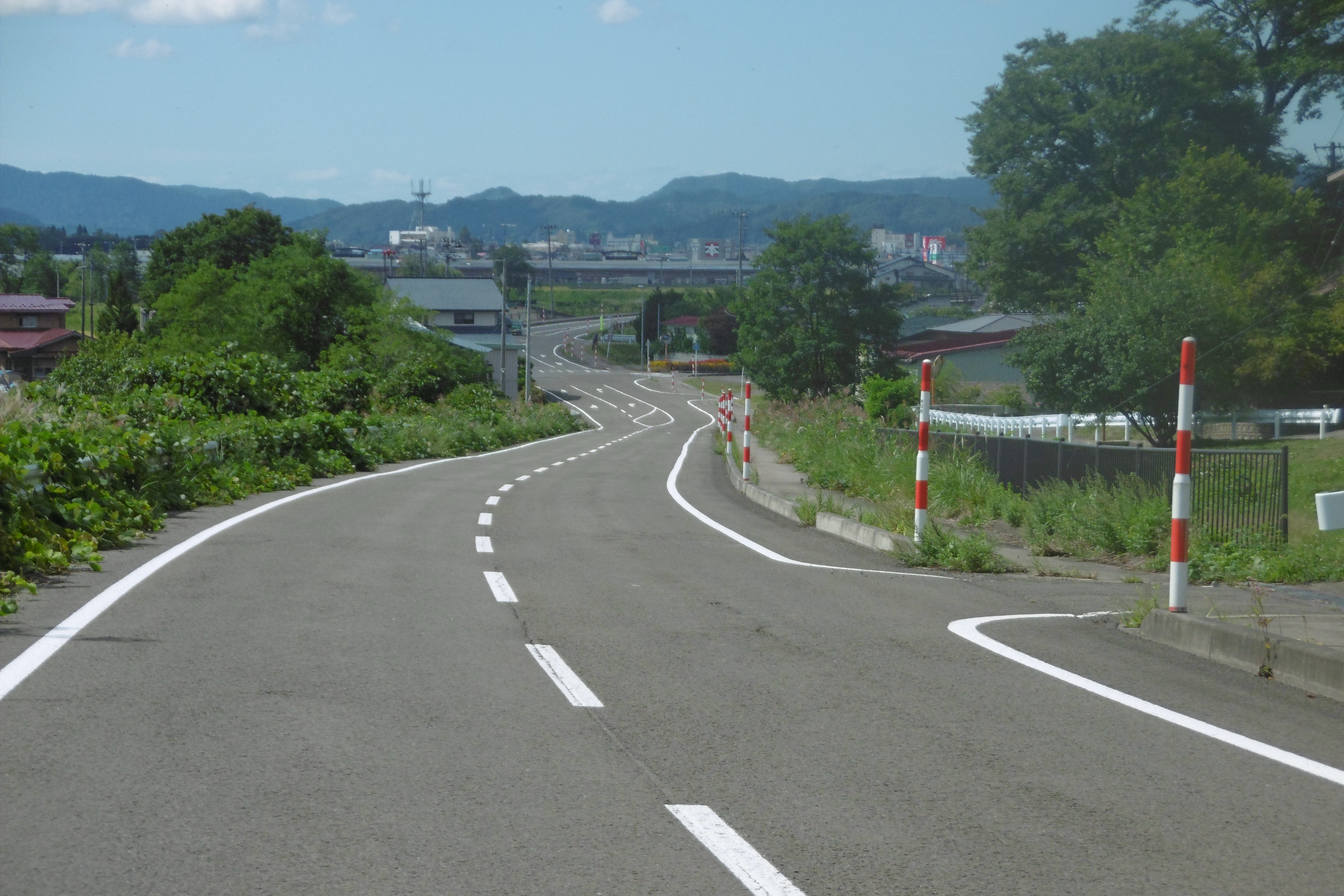
県道102号大館鷹巣線 摩当周辺
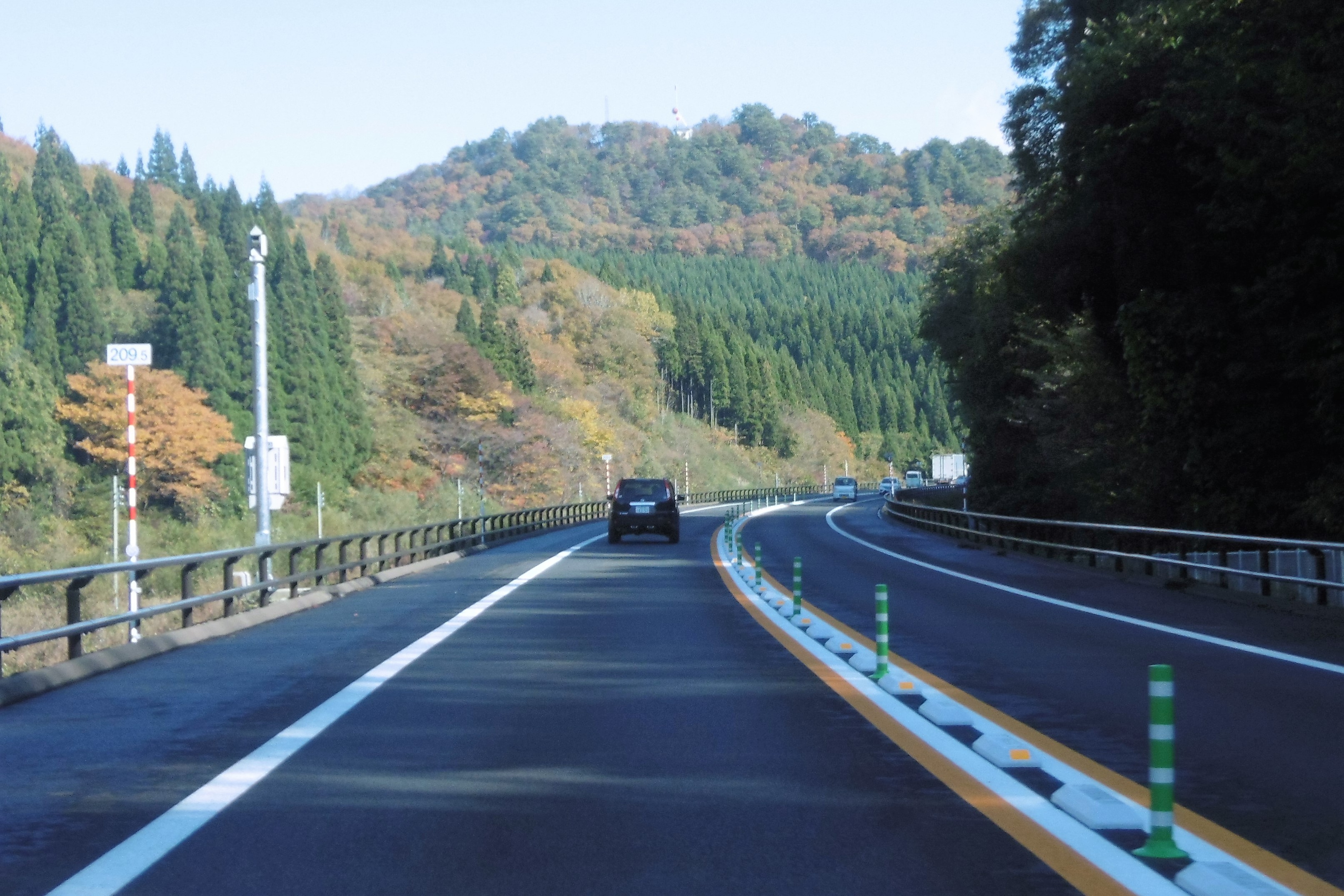
秋田自動車道 鞍山付近
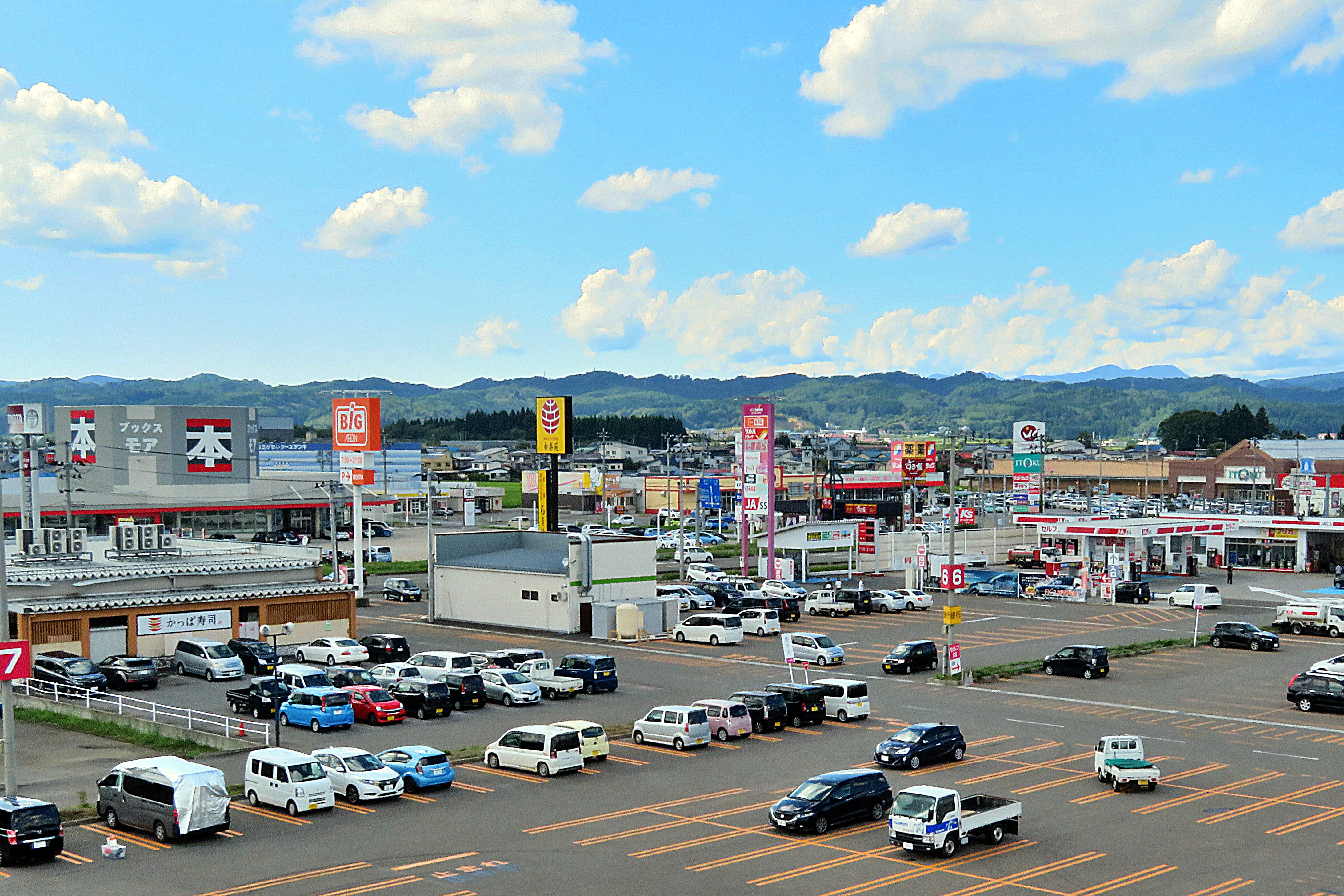
国道105号沿いの大型商業施設

## 著名出身者
- 斉藤京子 (民謡歌手)